# Maison de la Dîme (Rablay-sur-Layon)
Pour les articles homonymes, voir Maison de la Dîme.
La maison de la Dîme, ou la maison du Porche, est une maison située à Rablay-sur-Layon, en France.

## Localisation
La maison est située dans le département français de Maine-et-Loire, sur la commune de Rablay-sur-Layon dans le carrefour principal du bourg, face à la mairie.

## Description
La maison de la Dîme, symbole de la commune, est une maison à colombage du XVe siècle. Le logis surmonte un porche et est supporté par une poutre de chêne sculptée. La maison figure aussi sur les verres de vins de coteaux-du-layon offerts comme cadeau d’accueil aux nouveaux habitants de la commune.

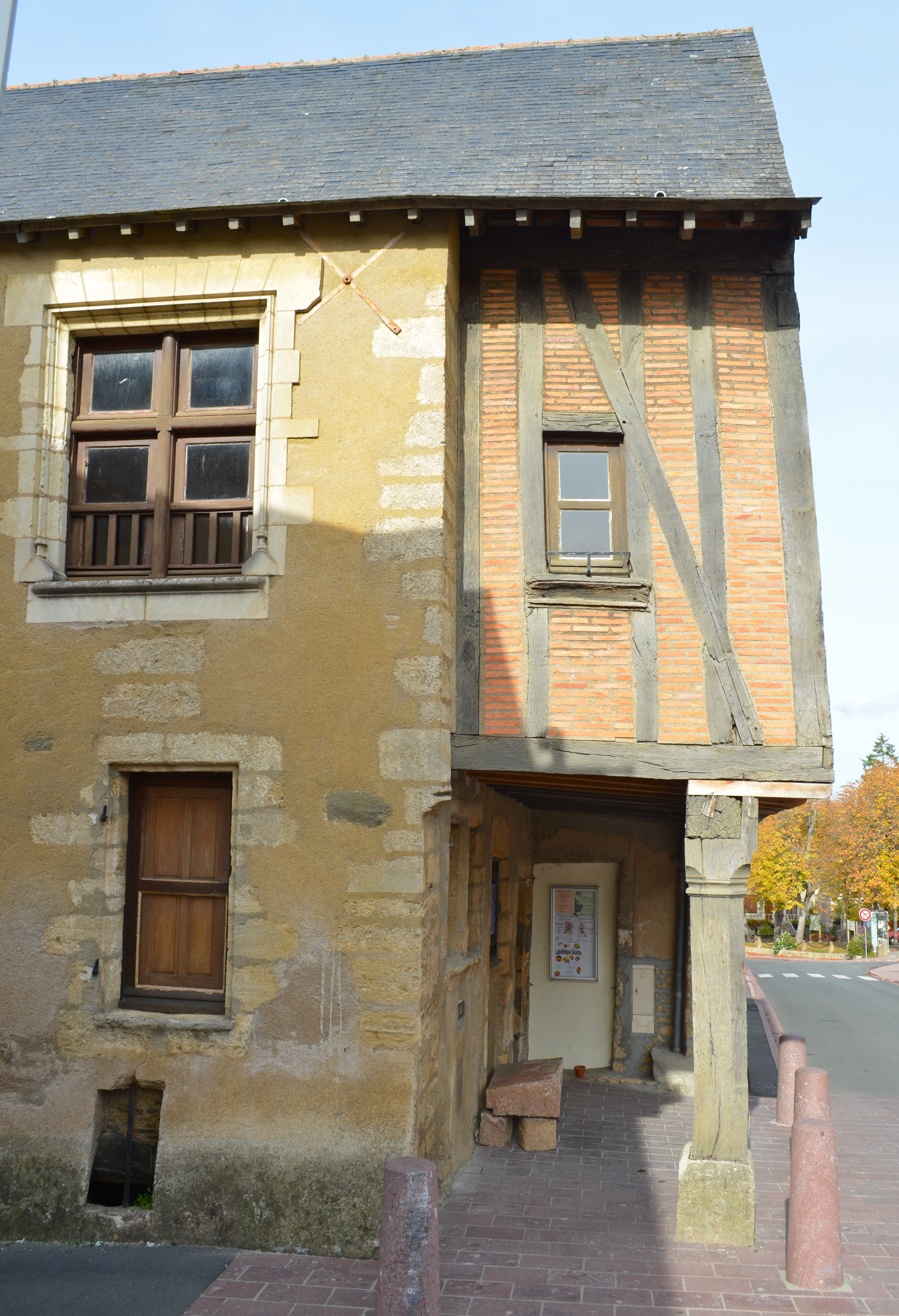
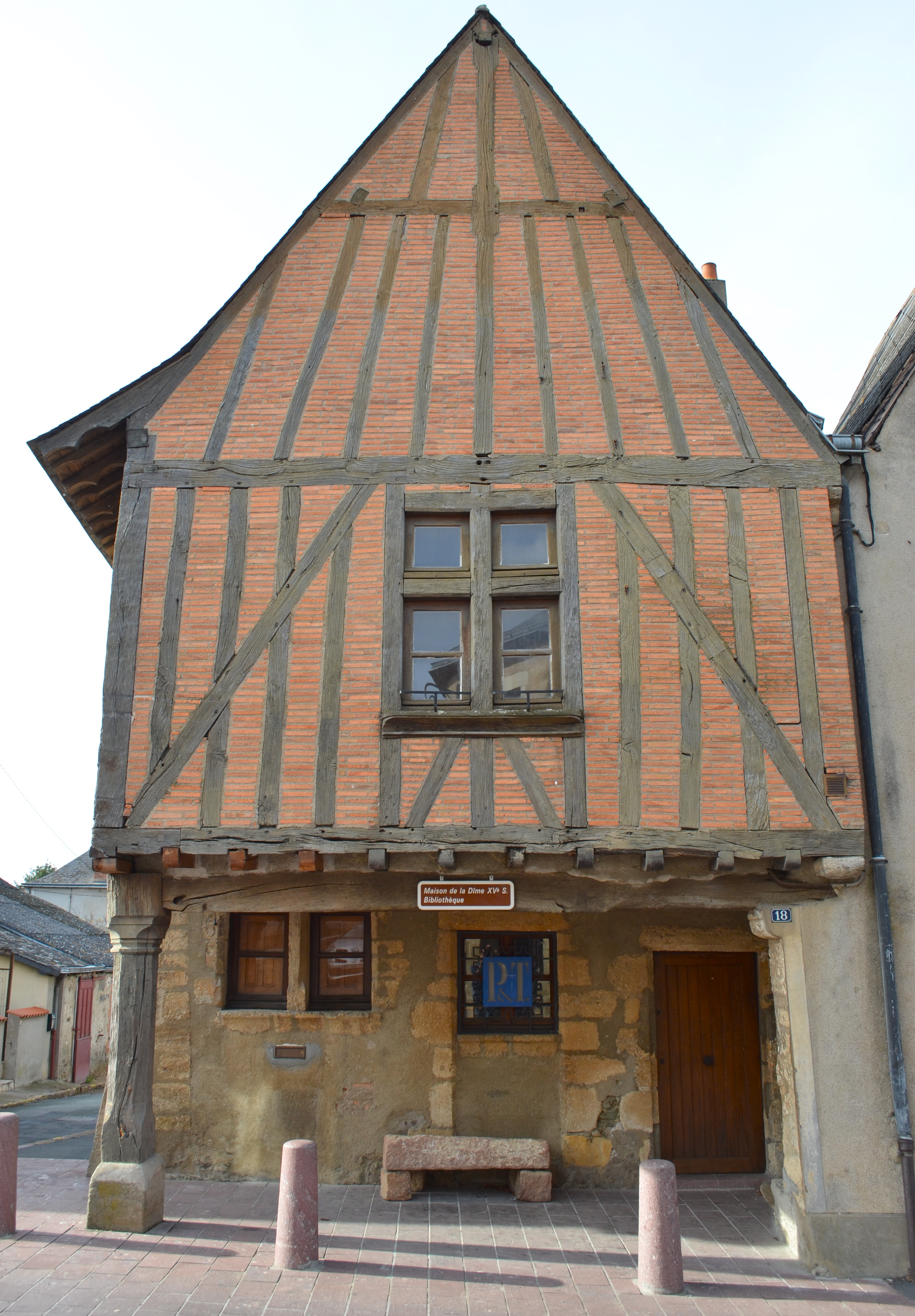
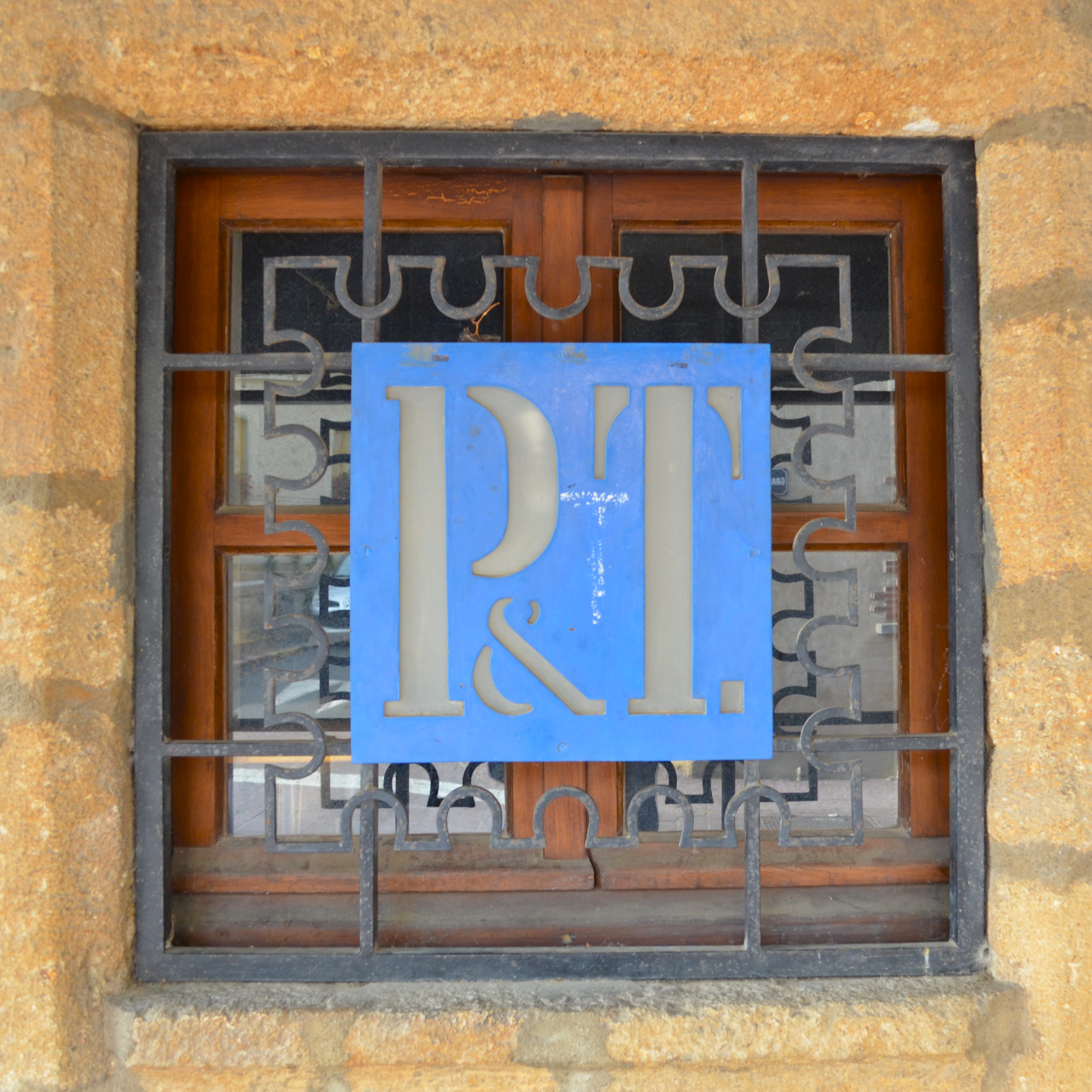

## Historique
En 1779, une rente foncière, payable tous les ans au curé, est établie, lui donnant son nom. L’édifice est inscrit au titre des monuments historiques en 1952.
De 1962 à 2000, la maison abrite le bureau de poste : la grille de protection P&T d’une fenêtre porte encore l’empreinte de cette activité, métallique, elle est découpée de manière à représenter un timbre-poste et ses dents. La maison de la Dîme abrite maintenant la bibliothèque associative.